# 自衛隊に入ろう
「自衛隊に入ろう」（じえいたいにはいろう）は、フォークシンガー・高田渡の楽曲。ピート・シーガーが1962年に発表した「アンドーラ」が原曲である。

## 概要
1968年8月9日から11日に京都・山崎「宝積寺」で行われた第3回関西フォークキャンプに参加した高田渡が初めて歌い、観客に衝撃を与え、注目を浴び、レコード・デビューのきっかけとなった。1969年4月にURCレコードより発売されたアルバム『高田渡/五つの赤い風船』に収録され、同年12月にシングル発売される。
マルビナ・レイノルズが作詞した「アンドーラ」は、小国アンドラとの比較によってアメリカ合衆国を風刺した反戦歌だった。このメロディに、街頭の勧誘に力を入れていた自衛隊の宣伝文句をそのまま載せた。この歌詞には自衛隊を風刺する逆説的な皮肉が込められており、1968年にTBSの番組で放映された。すると防衛庁（現・防衛省）から自衛隊のPRソングとしてのオファーが出され、高田は「まともに受け取っているなあ」と思ったと後年語っている。
防衛庁から依頼があった後もそれをネタにして平然とライブで歌っていたが、歌詞を真に受けて本当に自衛隊に入隊した人がいたことから、高田はこの曲を封印した。高田本人は後年、「あれは最初からそういう風に右でも左でもいいようにちゃんと作ったんですよ。誤解するようにちゃんと作ったんです（笑）」と語っている。翌年の1969年にはレコードが発売され、1983年のシングル盤「酒が飲みたい夜は」のB面にも収録された。
この曲は1970年2月6日に日本民間放送連盟による要注意歌謡曲の審査対象となったが、「流行する可能性がない」「各局の判断に任せる」として要注意歌謡曲には指定されなかった。ただし「実質的に放送禁止扱い」とされている、とする指摘もある。なお、現在では要注意歌謡曲指定制度そのものの効力がなくなった。取材をした森達也はオファーへの返答や放送禁止となった理由を高田が口ごもるため、彼にとって思い出したくないニュアンスが端々に滲んでいたとしている。

## 収録曲
裏ジャケットには、当時の「米軍・自衛隊の現状と配置図」が日本地図を使って掲載されている。

### Side:A
1. 自衛隊に入ろう（3分14秒）
  - 作詞：高田渡、作曲：ピート・シーガー（アンドラより）

### Side:B
1. 東京フォークゲリラの諸君達を語る（2分15秒）
  - 作詞・作曲：高田渡
  - 1969年8月17日、京都円山公園野外音楽堂、第四回フォークキャンプコンサート

## カバー
- ガガガSP（2001年。シングル『線香花火』に収録）
- 渋さ知らズ

その他にソウル・フラワー・ユニオンやなぎら健壱、坂崎幸之助、PANTAなどがライブでカバーしている。